# Área de Proteção Ambiental Municipal do Bororé-Colônia
A Área de Proteção Ambiental Municipal do Bororé-Colônia ou APA Bororé-Colônia é a segunda unidade de conservação da natureza desta categoria criada no município de São Paulo, estando localizada na sub-prefeitura de Capela do Socorro e Parelheiros. Com 90 mil ha. Foi criada em 24 de maio de  2006 e está dentro da Reserva da Biosfera do Cinturão Verde de São Paulo, bem como das áreas de proteção de mananciais das bacias hidrográficas Guarapiranga, Billings e Bororé-Colônia.
A vegetação é totalmente de Mata Atlântica, e APA, reserva estratégica de água potável para o município de São Paulo é tampão entre o Parque Estadual da Serra do Mar e a cidade. Abriga as nascentes do rio Embu-Guaçu, principal tributário da Represa Guarapiranga.
Existem na APA pequenas áreas de mata primária, cercadas por matas secundárias em estados diferentes de regeneração. As cachoeiras são em grande número, e o potencial para ecoturismo (permitido em APAs) é significativa.
Dentro da APA existem ótimos locais para observação de aves aquáticas e para passeios de barco. Já o bairro de Colônia Paulista, fundado em 1829 com o nome de Colônia Alemã, é um dos mais antigos focos de colonização estrangeira no Brasil.
Nas duas APA's tem sido incentivadas práticas agrícolas menos agressivas ao meio ambiente, com programas de capacitação.
O turismo ecológico, o cicloturismo, o turismo cultural e o turismo rural sustentável também tem sido incentivados, por serem atividades compatíveis com a proteção ambiental, que podem gerar renda e contribuir para a sustentabilidade da região.